# Benjamin Stanzl
Benjamin Stanzl (13 januari 1988) is een Oostenrijkse hockeyer van Oranje Rood uit Eindhoven. Zijn positie is aanvaller.
Stanzl won met Harvestedehuder op 21 april 2014 de Euro Hockey League door in de finale, die na de regulier speeltijd eindigde in 2-2, thuisclub Oranje Zwart te verslaan door het beter nemen van de shoot-outs. Behalve de EHL werd Stanzl met Harvestedehuder ook tweemaal landskampioen in Duitsland, zowel op het veld als in de zaal. Ook werd hij Europees clubkampioen in de zaal. 
Bij het begin van het seizoen 2015/16 stapte Stanzl na 8 jaar over van het Duitse Harvestedehuder naar het Nederlandse Oranje Zwart (het tegenwoordige Oranje Rood). In zijn eerste jaar in Eindhoven werd Stanzl direct landskampioen.
Met zijn land Oostenrijk, werd Stanzl in 2015 "Vice Weltmeister" zaalhockey, achter Nederland, dat wereldkampioen werd. Stanzl werd gekozen tot beste speler van het toernooi.